# Palmsonntag

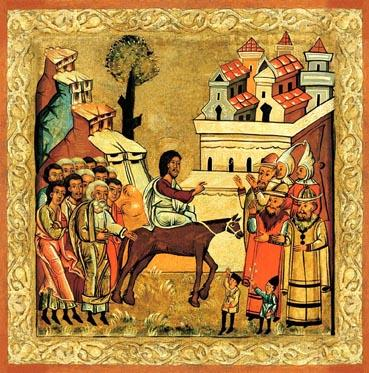
Christi Einzug in Jerusalem, Ikone

Am Palmsonntag (lateinisch Dominica in Palmis de passione Domini (katholisch) bzw. [Dominica] Palmarum (evangelisch)) gedenken die christlichen Kirchen des Einzugs Jesu Christi in Jerusalem.
Mit ihm beginnt die Karwoche, die die letzte der bis zum Tag vor Ostern dauernden Fastenzeit ist. In der orthodoxen Tradition wird sie Große Woche genannt, in der evangelisch-lutherischen Kirche Stille Woche. In der katholischen Liturgie wird die Zeit vom Palmsonntag bis einschließlich des Ostersonntags als Heilige Woche bezeichnet.

## Datum
Der Palmsonntag liegt sieben Tage vor Ostersonntag und 39 Tage nach Aschermittwoch, mit dem der Osterfestkreis beginnt. Bestimmendes Datum dieses bis Pfingsten reichenden Festkreises ist der Ostersonntag. Weil das Osterdatum sich nach dem ersten Vollmond im Frühling richtet, hat auch der Palmsonntag kein fixes Kalenderdatum und liegt zwischen 15. März und 18. April.

## Biblische Grundlagen und kirchliche Tradition

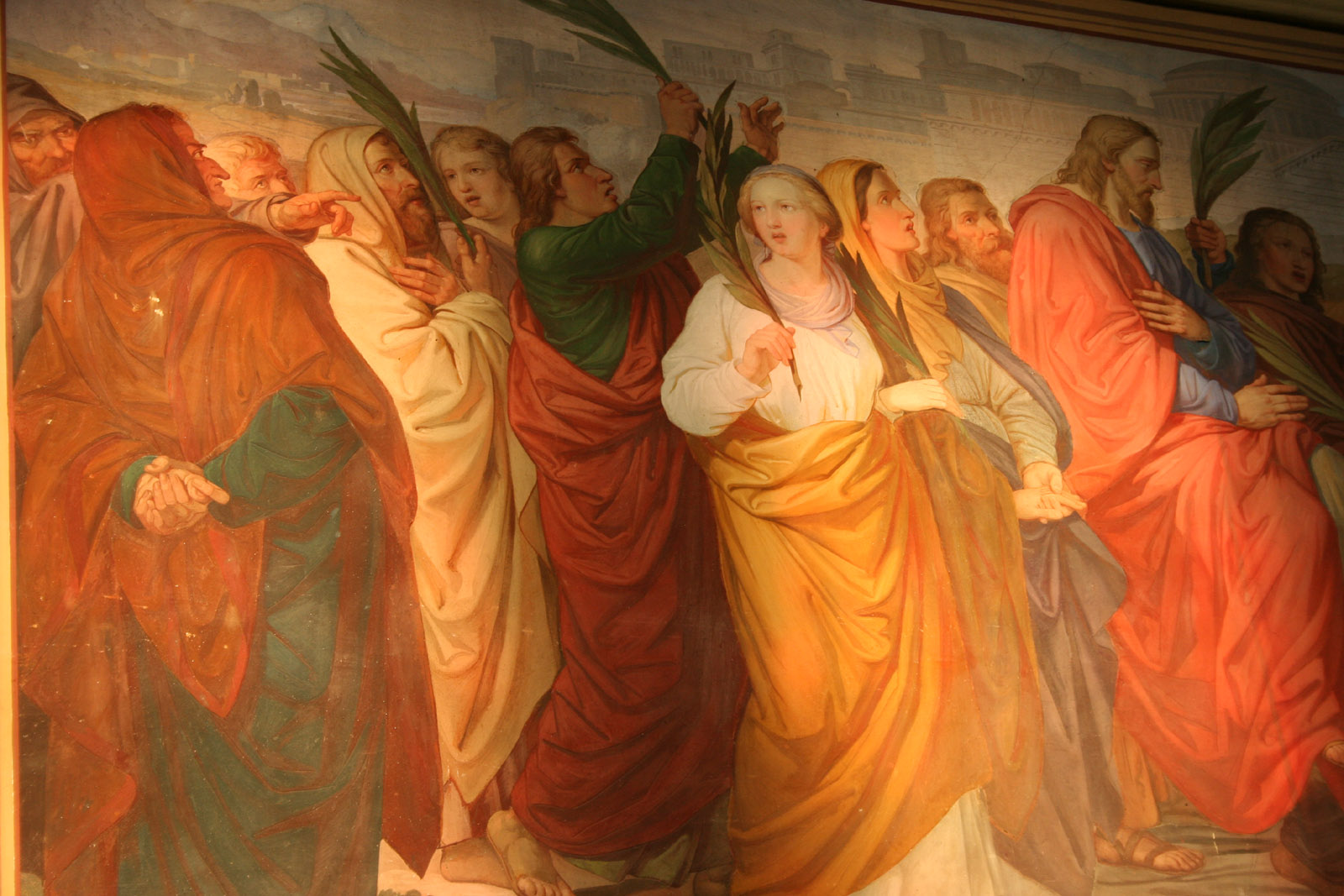
Einzug Jesu in Jerusalem. Fresko in der Pfarrkirche Zirl, Tirol, Österreich

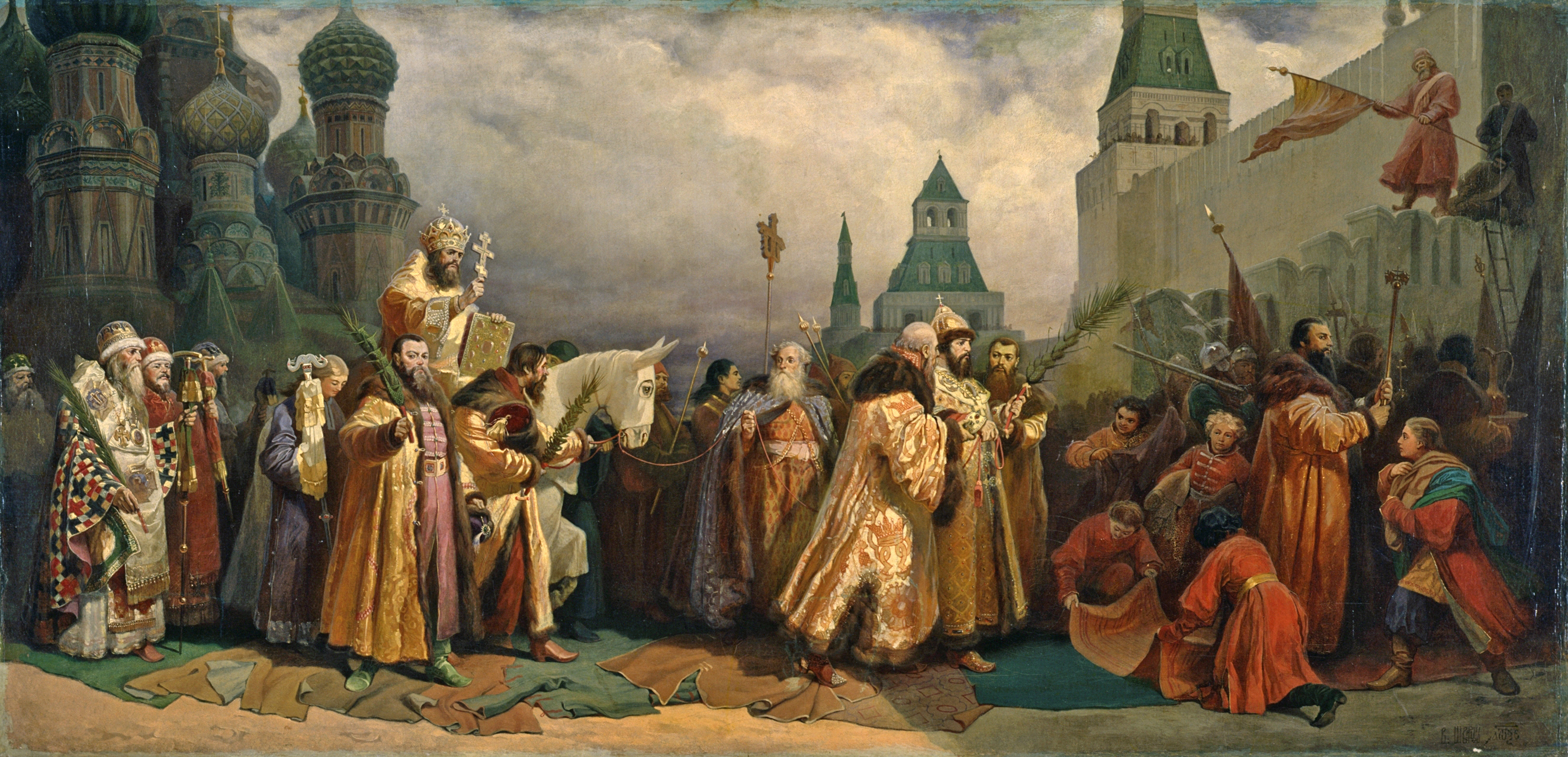
W. G. Schwarz: Palmsonntag in Moskau zur Zeit des Zaren Alexej Michajlowitsch (1865)

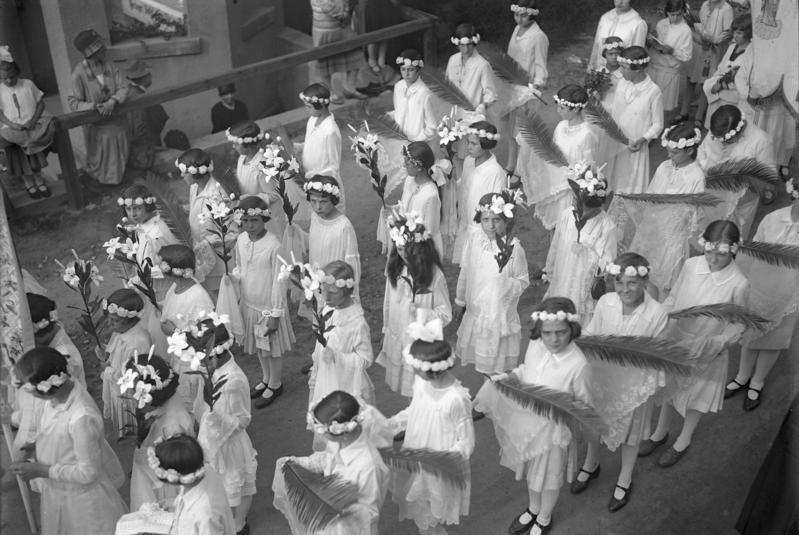
Kommunionkinder bei der Palmprozession in Bingen, 1932

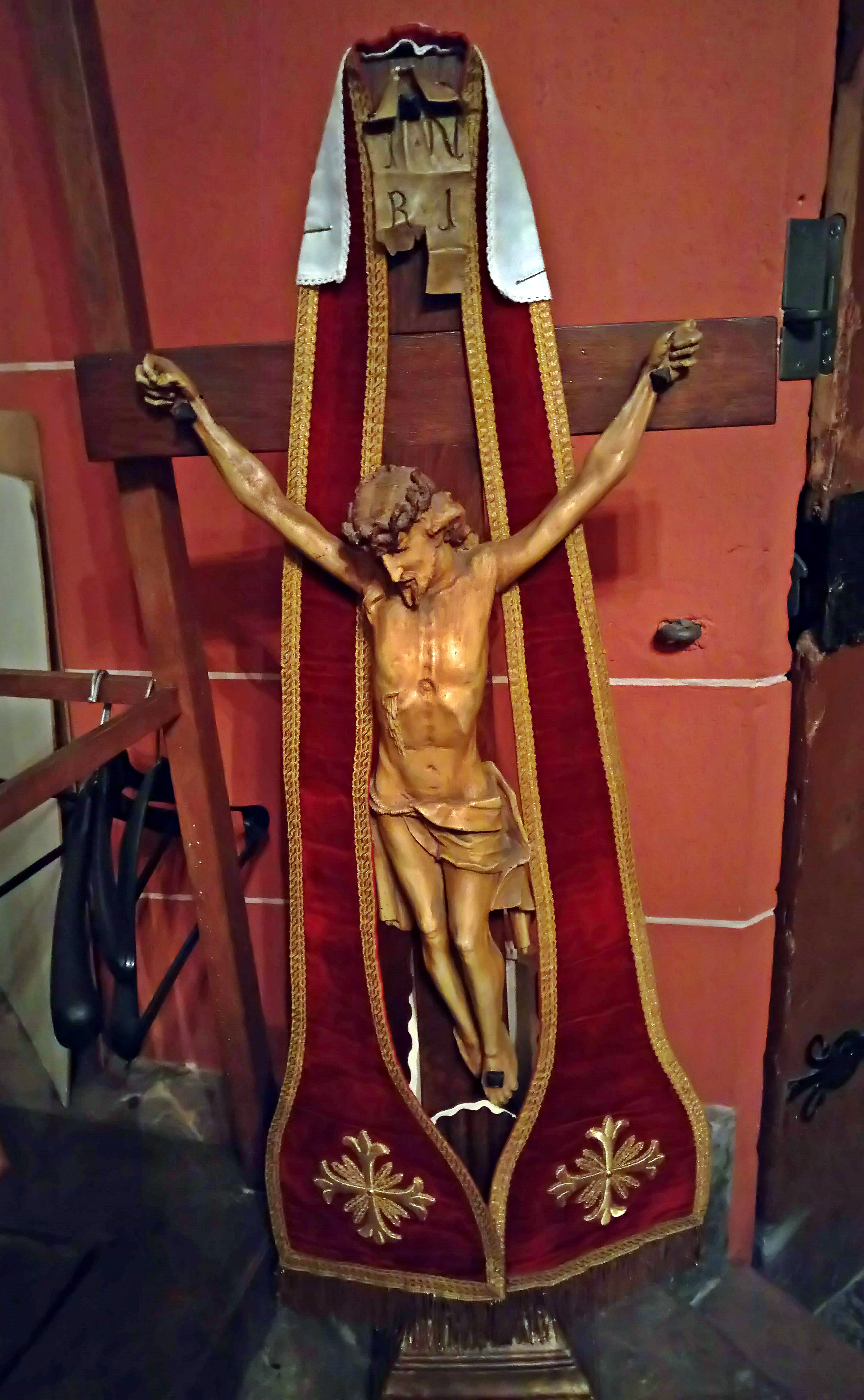
Vortragekreuz am Palmsonntag in Neustadt an der Weinstraße

Am Palmsonntag wird des Einzugs Jesu Christi in Jerusalem gedacht. Zum Zeichen seines Königtums jubelte das Volk ihm zu und streute dem nach Jerusalem Kommenden Palmzweige (Joh 12,13–15 , Mt 21,1–11 , Mk 11,1–11 ). Palmen wurden vielerorts als heilige Bäume verehrt, waren etwa in Delos dem Apollon heilig. Im Mittelmeerraum galten sie von alters her als Sinnbild des Lebens und des Sieges, in Israel insbesondere auch als Symbol für die Unabhängigkeit und den siegreichen König (1 Makk 13,51 ; 2 Makk 14,4 ).
Das Motiv des Königs, der auf einem Esel reitend kommt, findet sich als Sinnbild des gewaltlosen Friedenskönigs und der Demut beim biblischen Propheten Sacharja (Sach 9,9 ). Papst Benedikt XVI. deutete den Einzug Jesu auf dem Reittier der Armen als Gegenbild zu den Kriegswagen, die er abschafft: Jesus ist „ein armer König, einer, der nicht durch politische und militärische Macht herrscht. Sein innerstes Wesen ist Demut, Sanftmut Gott und den Menschen gegenüber“. Als „Friedenskönig“ stehe er im Gegensatz zu den Königen der Welt.
Der Ursprung der christlichen Palmsonntagsfeier geht wohl auf die Liturgie von Jerusalem zurück, wo man die einzelnen Ereignisse des Leidensweges Jesu in eigenen Feiern und Riten nachbildete. In der lateinischen Kirche war die liturgische Feier von Palmweihe und Palmprozession am Palmsonntag seit der zweiten Hälfte des 9. Jahrhunderts allgemein üblich.

### Römisch-katholische Kirche
An diesem Sonntag wird in der Liturgie am ersten Tag der Heiligen Woche
1. mit Palmweihe und -prozession das Gedächtnis des Einzugs Jesu Christi in Jerusalem gefeiert, als Jesus auf einem Esel in Jerusalem einzog und ihm mit Palmwedeln und dem Ruf „Hosanna dem Sohne Davids!“ als Messias gehuldigt wurde;
2. das Evangelium von der Passion Christi entsprechend der Leseordnung aus einem der synoptischen Evangelien gelesen.

1. - Lesejahr A (2026): Matthäus-Passion
  - Lesejahr B (2027): Markus-Passion
  - Lesejahr C (2025): Lukas-Passion

Die heutige liturgische Bezeichnung Dominica in palmis de Passione Domini, übersetzt „Palm- und Passionssonntag“, geht auf das Sakramentar von Papst Gelasius I. (Gelasianum vetus) aus dem 5. Jahrhundert zurück und gilt in dieser Fassung seit 2002. Die Lesung der Passion entspricht altrömischer Liturgietradition, die Prozession ist aus dem altgallischen und ostkirchlichen Brauchtum übernommen.
Die liturgische Farbe des Palmsonntags ist im römischen Ritus Rot als Farbe des Blutes und des Leidens, aber auch des Königtums. In der Feier der Liturgie nach dem Messbuch von 1962 war die liturgische Farbe der Palmprozession bis nach dem Tagesgebet Rot, zur Lesung der Passion wechselte der Priester die Gewänder und trug Violett als Farbe der Buße.
Der Gottesdienst beginnt in seiner feierlichen Form mit der Feier des Einzugs Christi in Jerusalem: Nach einem Eröffnungsvers Hosanna filio David oder einem passenden Gesang folgt die Palmweihe, die in der Regel an einem Ort außerhalb der Kirche stattfindet. Der Zelebrant segnet die Palmgebinde durch Weihegebet und Besprengung mit Weihwasser. Nach der Verkündigung des Evangeliums und der fakultativen Homilie beginnt die Palmprozession (oder ein feierlicher Einzug), und alle ziehen mit Palmzweigen in den Händen zur Kirche. Vielerorts ist es üblich, das Prozessionskreuz an der Spitze der Palmprozession mit Palmzweigen oder einer roten Stola zu schmücken.
Während der Prozession wird der alte Prozessionshymnus Gloria, laus et honor als Wechselgesang gesungen. Die Gemeinde antwortet dabei auf die Strophen der Vorsänger mit der Antiphon:

„Gloria, laus et honor tibi sit, Rex Christe, Redemptor,
cui puerile decus prompsit Hosanna pium.“
„Ruhm und Preis und Ehre sei Dir, Erlöser und König.
Jubelnd rief einst das Volk sein Hosianna Dir zu.“

Nach dem Einzug in die Kirche beginnt die Messe. Höhepunkt des Wortgottesdienst ist die Verkündigung der Passion. Bei der Lesung der Passion kommen weder Weihrauch noch Leuchter zum Einsatz. Die Passion wird möglichst von mehreren vorgetragen, wobei einer die Worte Jesu (†) spricht, einer die des Evangelisten (E; früher „Chronist“ genannt) und der dritte die Worte aller sonstigen Personen (S). Während die überlieferten Worte Jesu traditionell von einem Diakon oder Priester vorgetragen werden, können die Worte des Evangelisten und der sonstigen Personen auch von einem Laien vorgetragen werden. An der Stelle der Passion, die vom Augenblick des Todes Jesu am Kreuz berichtet, knien alle nieder und verharren eine Zeit lang in Schweigen und Gebet. Nach dem Ende der Leidensgeschichte kann der Zelebrant eine kurze Homilie halten. Es folgen Credo und Fürbitten, worauf sich die Eucharistiefeier anschließt.
Bekannte Palmsonntagslieder sind Singt dem König Freudenpsalmen (Gotteslob Nr. 280) und der Hymnus Der König siegt, sein Banner glänzt (Vexilla regis, GL 299). Das mittlerweile eher als Adventslied bekannte Tochter Zion, freue dich (Gotteslob Nr. 228) wurde 1826 zuerst als Lied „am Palmsonntage“ veröffentlicht.

### Altkatholische Kirchen
Die Feier des Palmsonntags in den alt-katholischen Kirchen entspricht in weiten Teilen den Traditionen der römisch-katholischen Kirche. Im Eucharistiebuch des Katholischen Bistums der Alt-Katholiken in Deutschland finden sich dabei die eigens für den Palmsonntag vorgesehenen Gebete.
Die liturgische Farbe des Palmsonntags ist Rot.

### Evangelische Kirchen
Die evangelische Perikopenordnung sieht als Evangelium die Geschichte vom Einzug Jesu in Jerusalem (Johannes 12,12–19 ) vor, während die Leidensgeschichte nur dem Karfreitag zugeordnet ist. Die Erniedrigung Jesu für die Menschen kommt in der Sonntagsepistel Phil 2,5–11  zur Sprache.
Die liturgische Farbe des Sonntages Palmarum ist Violett. In der Liturgie entfallen an diesem Sonntag Gloria Patri, Gloria und Halleluja.

### Weitere Gemeinschaften
In der Neuapostolischen Kirche fand am Palmsonntag bis 2011 traditionell die Konfirmation statt. Ab 2012 finden Konfirmationen in der Neuapostolischen Kirche an einem Sonntag zwischen Ostern und Pfingsten statt. Diese Regelung wurde getroffen, um den Palmsonntag im Kirchenjahr aufzuwerten.

## Kunst
Die Darstellung des Einzugs in Jerusalem hat bereits eine frühchristliche Tradition. Dabei wird der Einzug in Jerusalem nach dem Vorbild des Einzugs (Adventus) eines siegreichen römischen Kaisers gestaltet, häufig zugleich als Einzug in das himmlische Jerusalem, als Triumphzug über Sünde und Tod – zum Beispiel am Sarkophag des Stadtpräfekten Junius Bassus (359, Rom, Grotten von St. Peter).
In byzantinischen Darstellungen reitet Jesus – der orientalischen Sitte entsprechend – seitlich auf dem Esel sitzend. Jesus reitet, von den Jüngern begleitet, die zu Fuß gehen, auf das Stadttor von Jerusalem zu. Auf abendländischen Darstellungen dagegen sitzt Jesus rittlings. Manchmal folgt der Eselin das Füllen. In mittelalterlichen Darstellungen wird eine große Volksmenge dargestellt, an die Stelle der Palmwedel treten Zweige aus Weidenkätzchen, die man deswegen auch als Palmkätzchen bezeichnet. Die frühesten erhaltenen, aus Holz geschnitzten Bildwerke sind um 1300 entstanden, die meisten stammen aus dem 15. Jahrhundert. Sie zeigen in der Regel Christus auf dem Esel reitend, die Rechte zum Segen erhoben – zum Beispiel bei Meister Bertram (Ende 14. Jahrhundert).

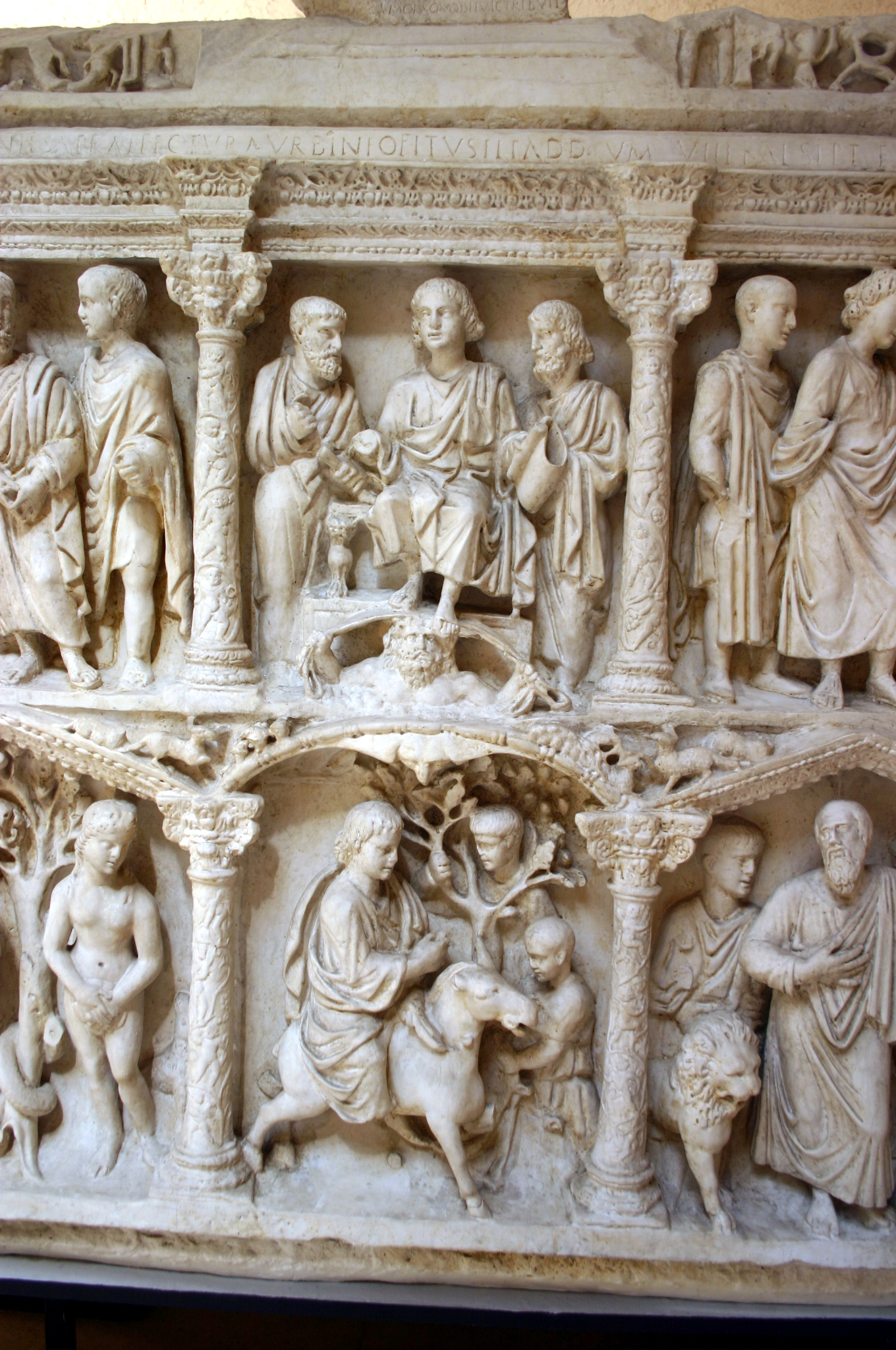
Sarkophag des Stadtpräfekten Junius Bassus, 359
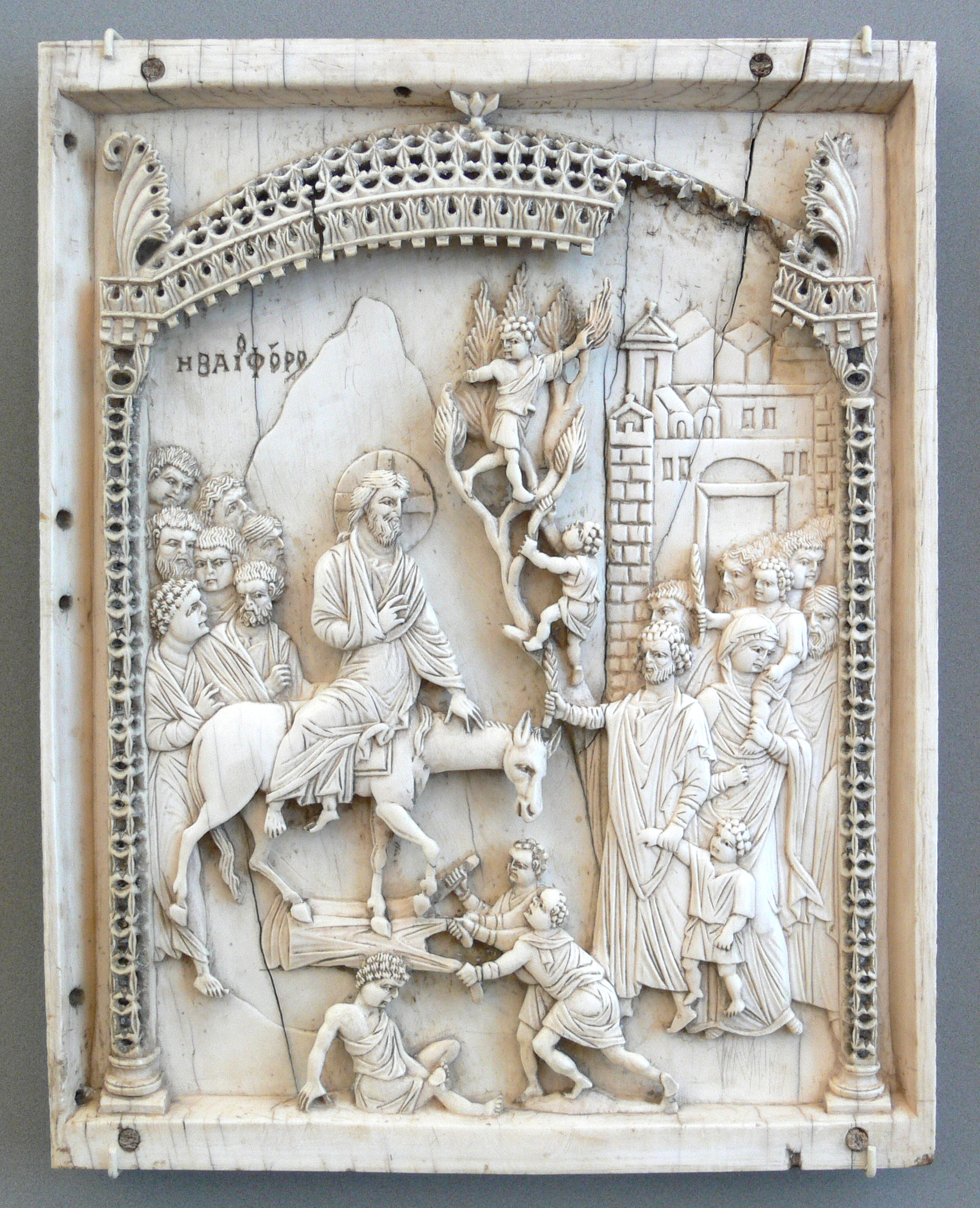
Elfenbeinrelief, Konstantinopel, 10. Jahrhundert
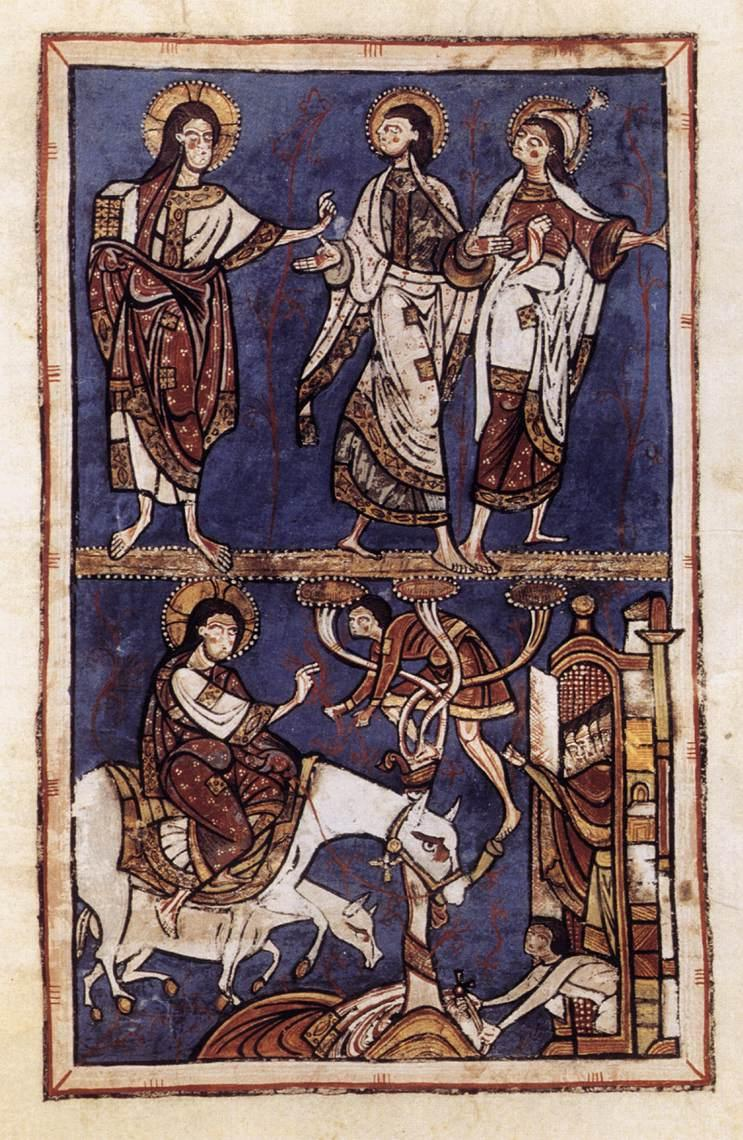
Bibliothèque Nationale, Paris, um 1100
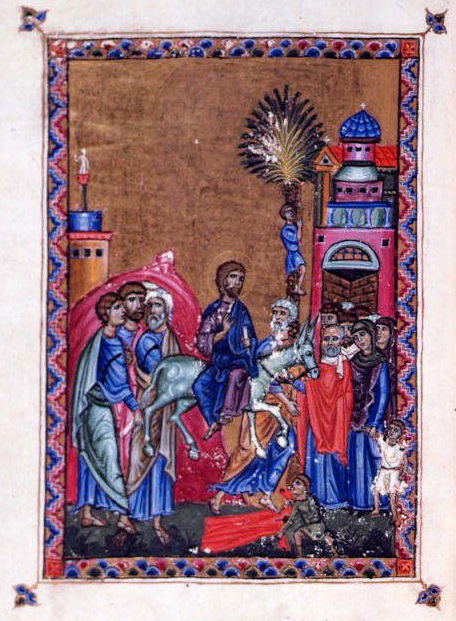
Melisende-Psalter, Jerusalem, um 1140
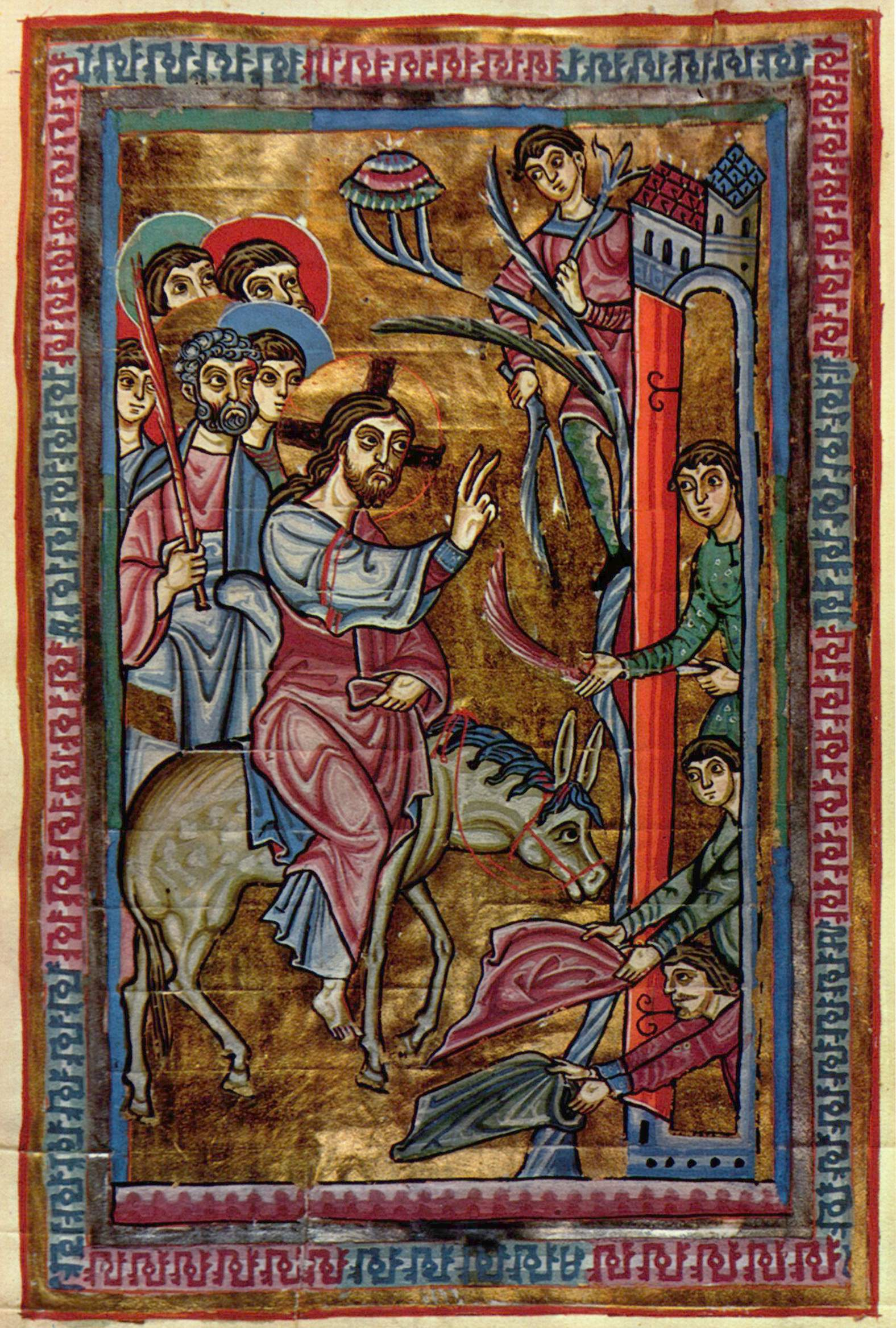
Meister des Perikopenbuches von St. Erentrud, Salzburg, um 1140
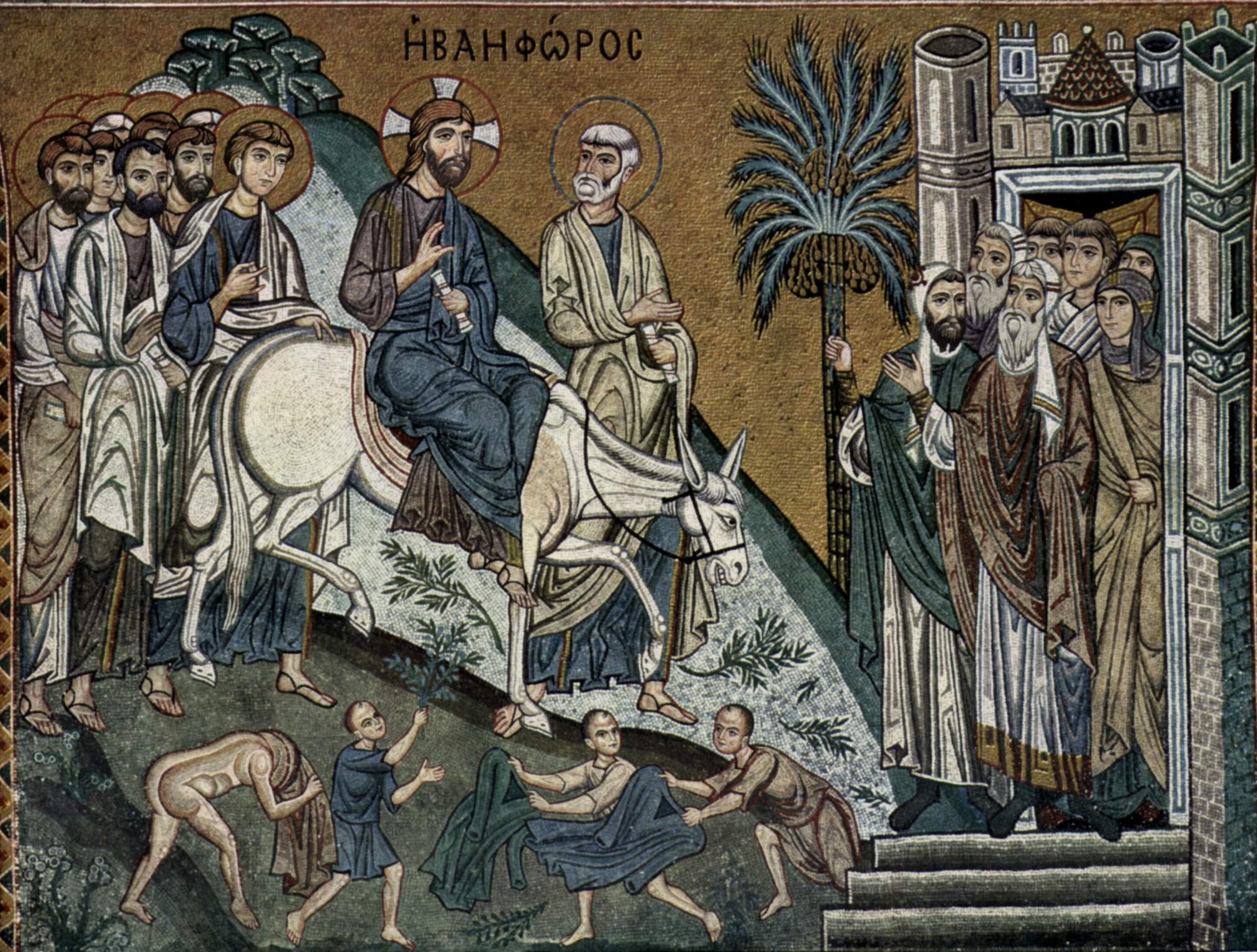
Mosaik des Meisters der Palastkapelle, Palermo, um 1150
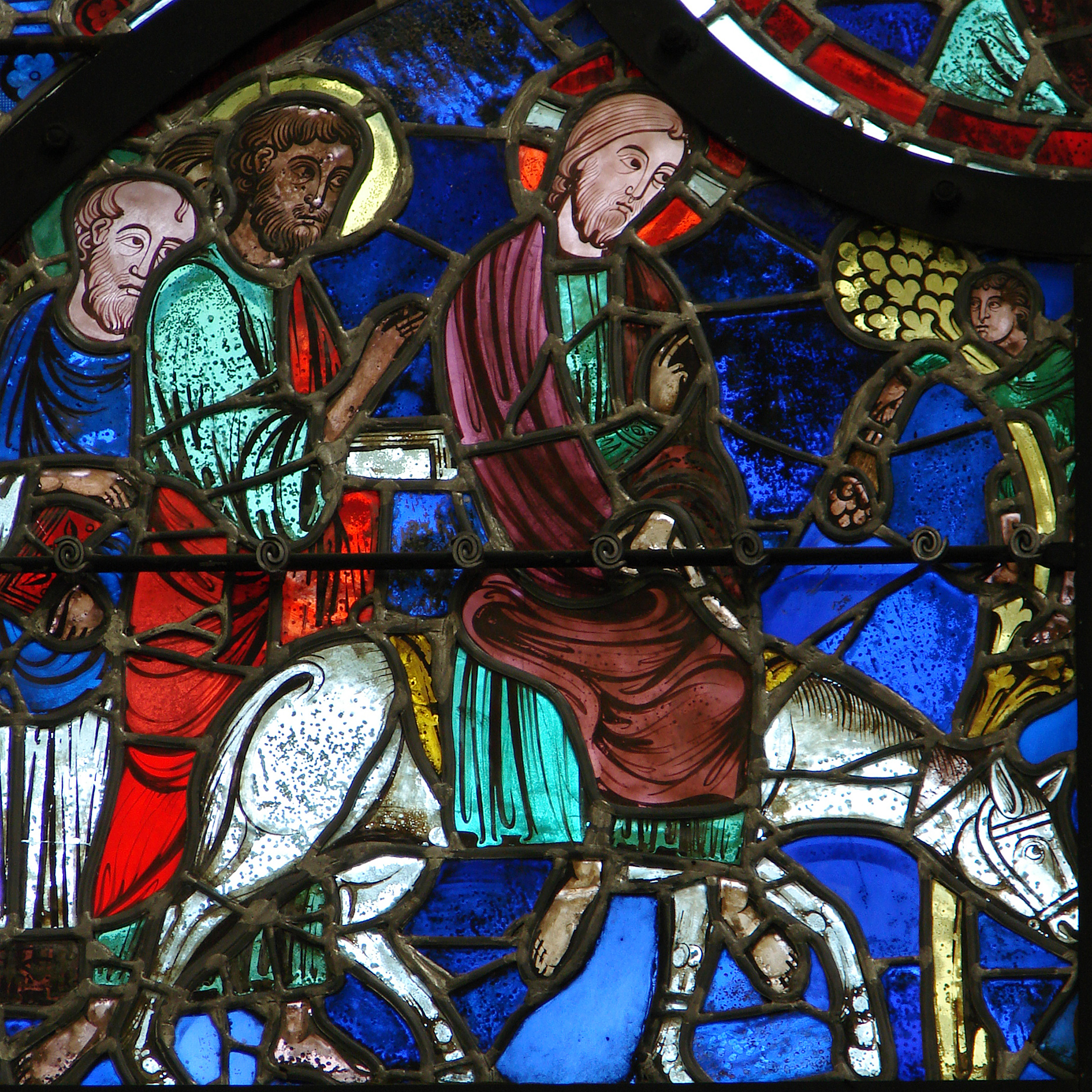
Glasfenster in der Kathedrale Notre-Dame von Laon, um 1215
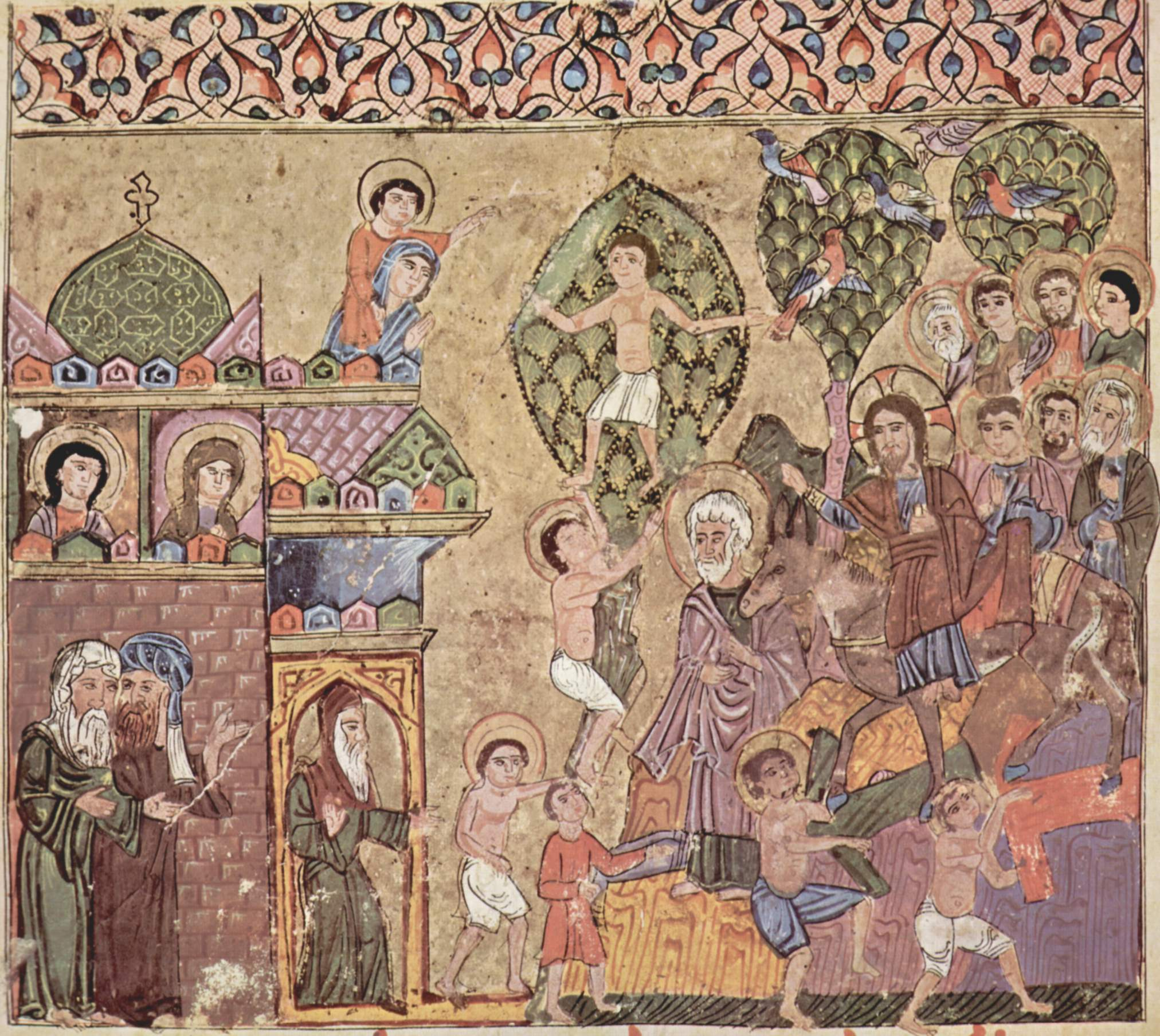
Kollektenbuch der Evangelien der syrischen Jakobitenkirche, syrischer Maler um 1220
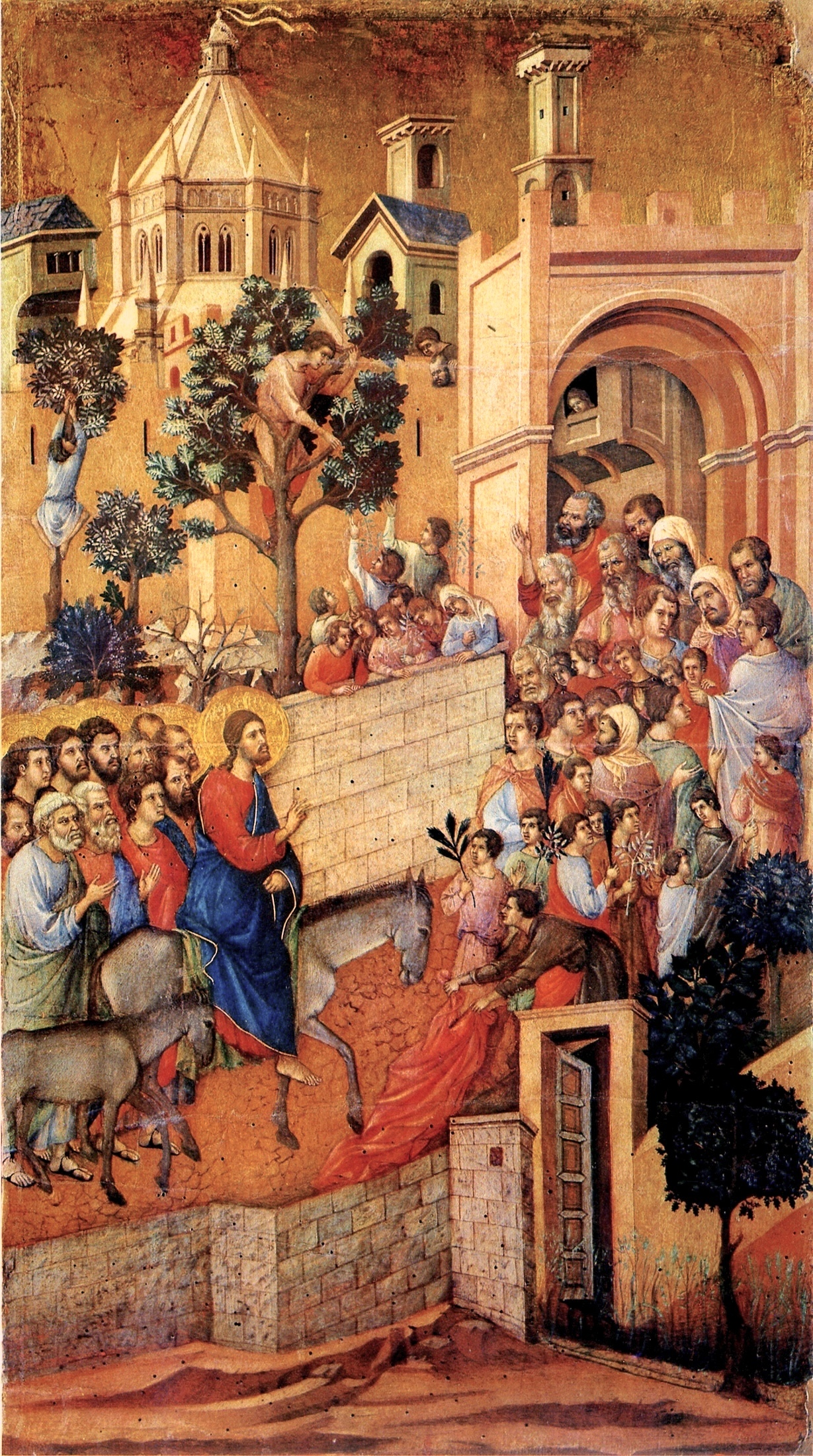
Einzug Jesu in Jerusalem. Hinterseite des Maesta Altars, Sienna. Duccio, 1308
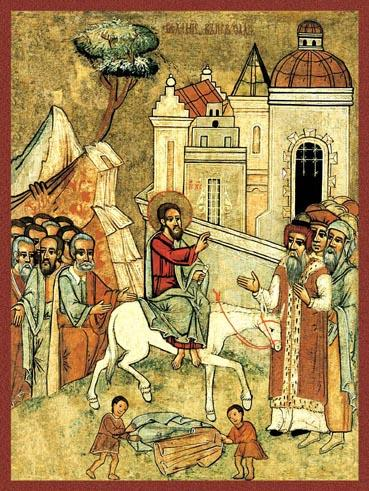
Russische Ikone
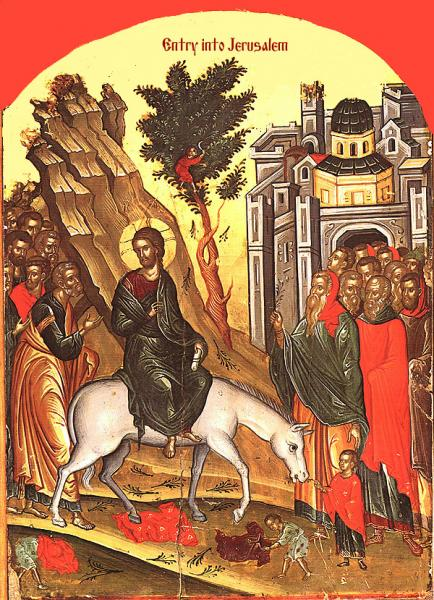
Serbische Ikone
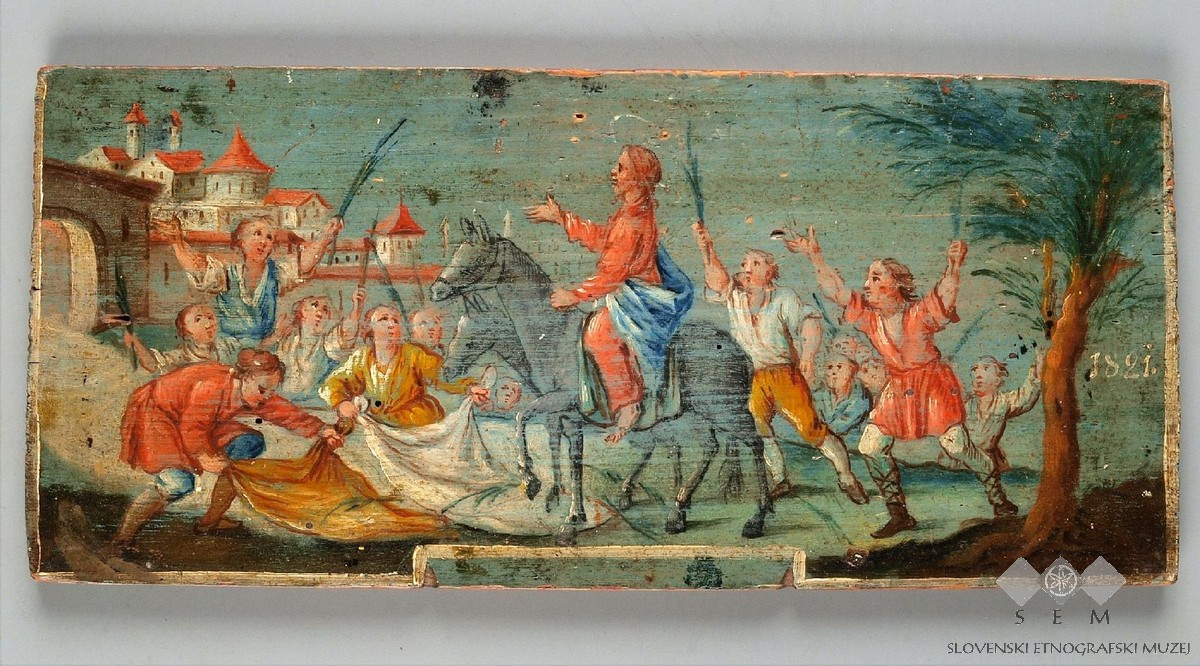
Bienenstockstirnbrett von Leopold Layer

## Brauchtum

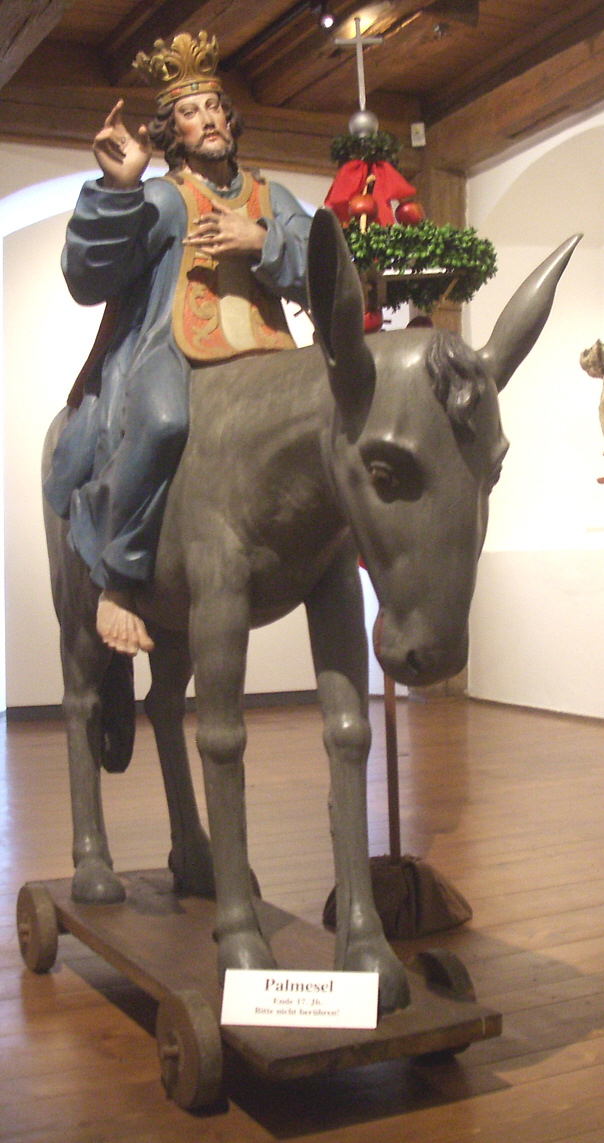
„Palmesel“, Ende 17. Jahrhundert (Museum im Kornhaus, Bad Waldsee)

### Palmprozession
Bereits seit dem 4., 6. bzw. 8. Jahrhundert ist der Brauch der Prozession am Palmsonntag bekannt. Am Palmsonntag werden in der Palmweihe Palmbuschen, Palmstöcke, auch echte Palmwedel, Ölzweige, Palmkätzchen oder Buchsbaumbüschel, zuvor mit Weihwasser gesegnet, in der kirchlichen Prozession als „Zeichen des Lebens und des Sieges“ mitgetragen und anschließend in den Wohnungen hinter das Kruzifix gesteckt. In Norddeutschland werden gesegnete Palmstöcke von den Kindern zu ihren Paten und Großeltern gebracht. Dafür bekommen sie meistens eine Kleinigkeit oder etwas Süßes geschenkt.
Im Mittelalter – die früheste Erwähnung stammt aus dem 10. Jahrhundert – und besonders im Barock wurde bei Palmprozessionen oft ein Esel (später aus Holz) mit Christusfigur mitgeführt, ein sogenannter „Palmesel“. Dieser Brauch wird in einigen Pfarreien mittlerweile wieder gepflegt, etwa in Mittelfranken (Hilpoltstein, Jahrsdorf) und Oberbayern (München-Bogenhausen und Kolbermoor, Pfarrei Wiederkunft Christi). In Thomatal im Lungau führte der Pfarrer Valentin Pfeifenberger auf einem Esel reitend alljährlich die Palmprozession an. In Tirol findet in der Ortschaft Thaur als einziger Gemeinde Tirols noch eine Palmprozession statt, in der eine Christusfigur auf einem Holzesel durchs Dorf gezogen wird. In Möttlingen bei Calw findet jährlich der Calwer Palmritt statt, eine von Eseln angeführte Reiterprozession, die mit einem evangelischen Gottesdienst im Freien abschließt. Im nordhessischen Fritzlar findet am Palmsonntag eine feierliche Prozession zum Dom statt. Dort wird im Anschluss ein Hochamt mit den Chorherren der Prämonstratenser gefeiert. Die Heiligenstädter Palmsonntagsprozession ist ein seit dem 16. Jahrhundert bestehender Brauch, bei der lebensgroße Passionsfiguren durch die Altstadt getragen werden. In sechs Bildern wird die Leidensgeschichte Jesu dargestellt. Im Jahre 1734 wurde sie vom Karfreitag auf den Palmsonntag vorverlegt.
Eine besondere Prozession findet in Jerusalem statt. Tausende schließen sich mit Palmen und Instrumenten den Franziskanern an und pilgern vom Ölberg durch das Löwentor in die Altstadt von Jerusalem. In der St.-Anna-Kirche wird dann traditionell der Segen gespendet.

### Palmbuschen, Palmbesen, Palmstange, Palmstock

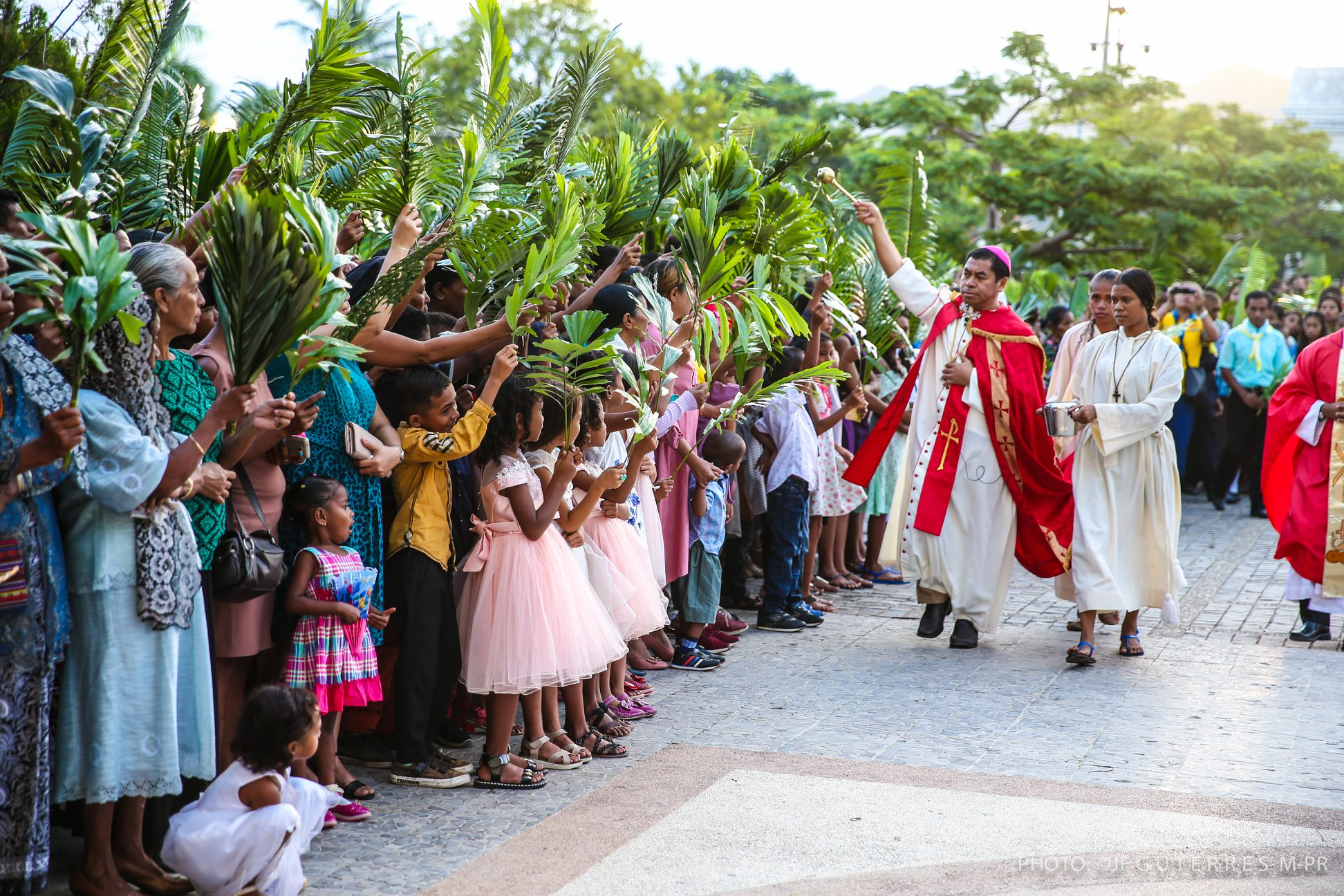
Palmsonntag in Osttimor

Ein Palmbuschen ist ein Gebinde, das (traditionellerweise) oft aus sieben Naturmaterialien besteht. Dazu können zum Beispiel zählen:
- „Palmkätzchen“, auch „Weidenkätzchen“, die graugrünen, walzenförmigen Blütenstände der männlichen Sal-Weide
- Buchsbaum
- Wacholder (Kranewitt)
- Stechpalme (Schredler)
- Eibe
- Zeder
- Sadebaum (Segenbaum, Sebenstrauch)

Zusammengebunden werden die Buschen mit Sal-Weide (Feberergerten) und auf lange Haselnussäste oder Stangen (bis 10 m Länge) gesteckt. Oft werden die Palmbuschen mit Äpfeln, Orangen, Bändern, Hobelscharten, Brezeln, ausgeblasenen und gefärbten Eiern und mehr geschmückt.
Der Palmstock ist ein geschnitzter und verzierter Weidenstock, den Kinder am Palmsonntag ihren Taufpaten bringen, nachdem er in der Kirche gesegnet wurde.
Die Ausführung des Palmstockes ist regional sehr unterschiedlich. Er kann aus einem kleinen Kreuz bestehen, das mit Weidenspänen geflochten wird und an den drei oberen Enden kleine Büschel aus Buchsbaum trägt. Es kann aber auch ein 50–60 cm langer Stock mit einem oder mehreren Krüseln sein. Krüsel sind kleine Büschel aus geschnitzten Spänen, die sich durch eine spezielle Schnitztechnik spiralförmig aufdrehen. Sie werden am Stock geschnitzt, also nicht abgeschnitten. An den Stock werden mit bunten Schleifen einige Äpfel oder Orangen gebunden, und die Spitze ziert natürlich der geweihte Buchsbaum. Zwischen die Palmzweige wird manchmal ein Palmvogel gesteckt, ein als Vogel geformtes Stück Weißbrot. Kinder, die einen Palmstock bringen, bekommen in der Regel dann von ihren Paten ein Geschenk, meist aus Süßigkeiten und ein bisschen Geld bestehend. Eine besonders große und farbenfrohe Variante dieses Brauchtums bilden die heute vor allem in Polen und Süddeutschland verbreiteten Osterpalmen.
In Bozen und anderen Städten Südtirols werden auch Olivenzweige verwendet, die in weiten Teilen Italiens und im Mittelmeerraum weit verbreitet sind (manchmal nebeneinander oder ersetzt durch Lorbeerzweige).
In Steinfeld ist es Tradition, am Palmsonntag mit möglichst langen Palmstöcken in die dortige Pfarrkirche einzuziehen. Palmstöcke aus Steinfeld finden sich in der Sammlung des Museums am Rothenbaum – Kulturen und Künste der Welt in Hamburg.

### Kreuzschmuck
Am Palmsonntag wird das Vortragekreuz mit grünen und blühenden Zweigen, in der Liturgie auch mit einer roten Stola geschmückt. Daheim werden die bei der Palmweihe gesegneten Zweige als österliches Zeichen hinter die Wandkreuze gesteckt.

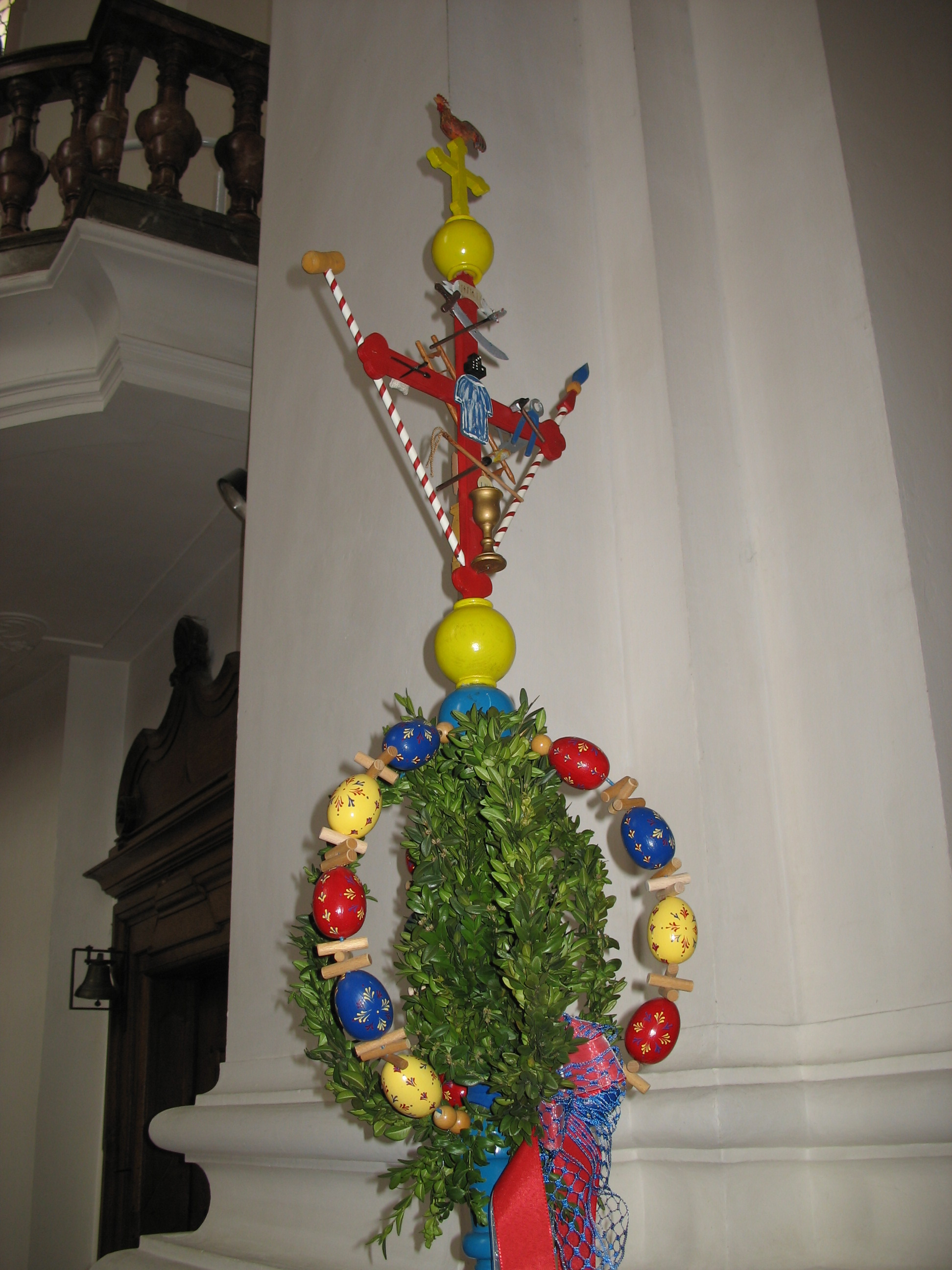
Oberschwäbischer Palmbuschen, Steinhausen
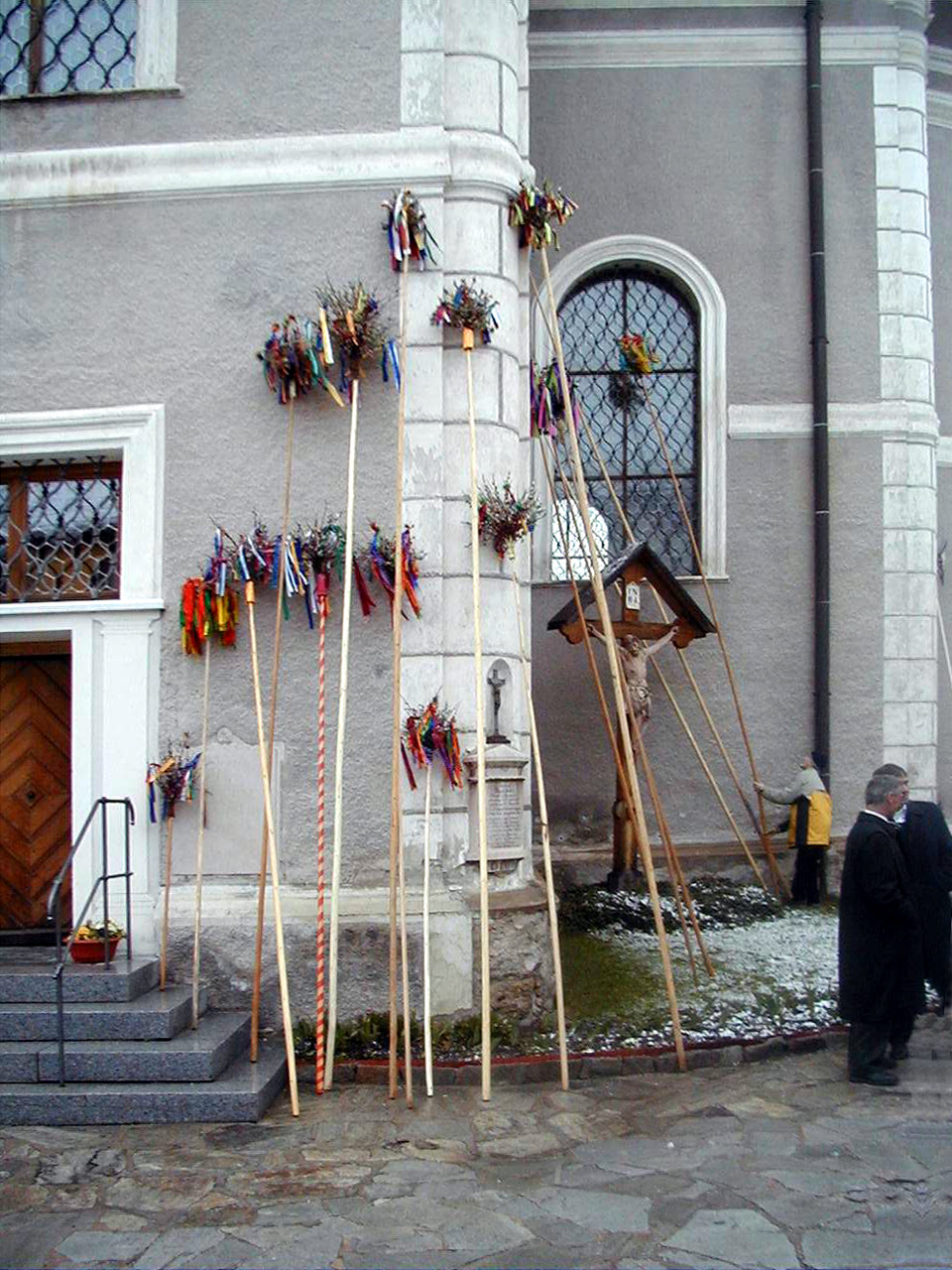
Palmbesen aus Tamsweg
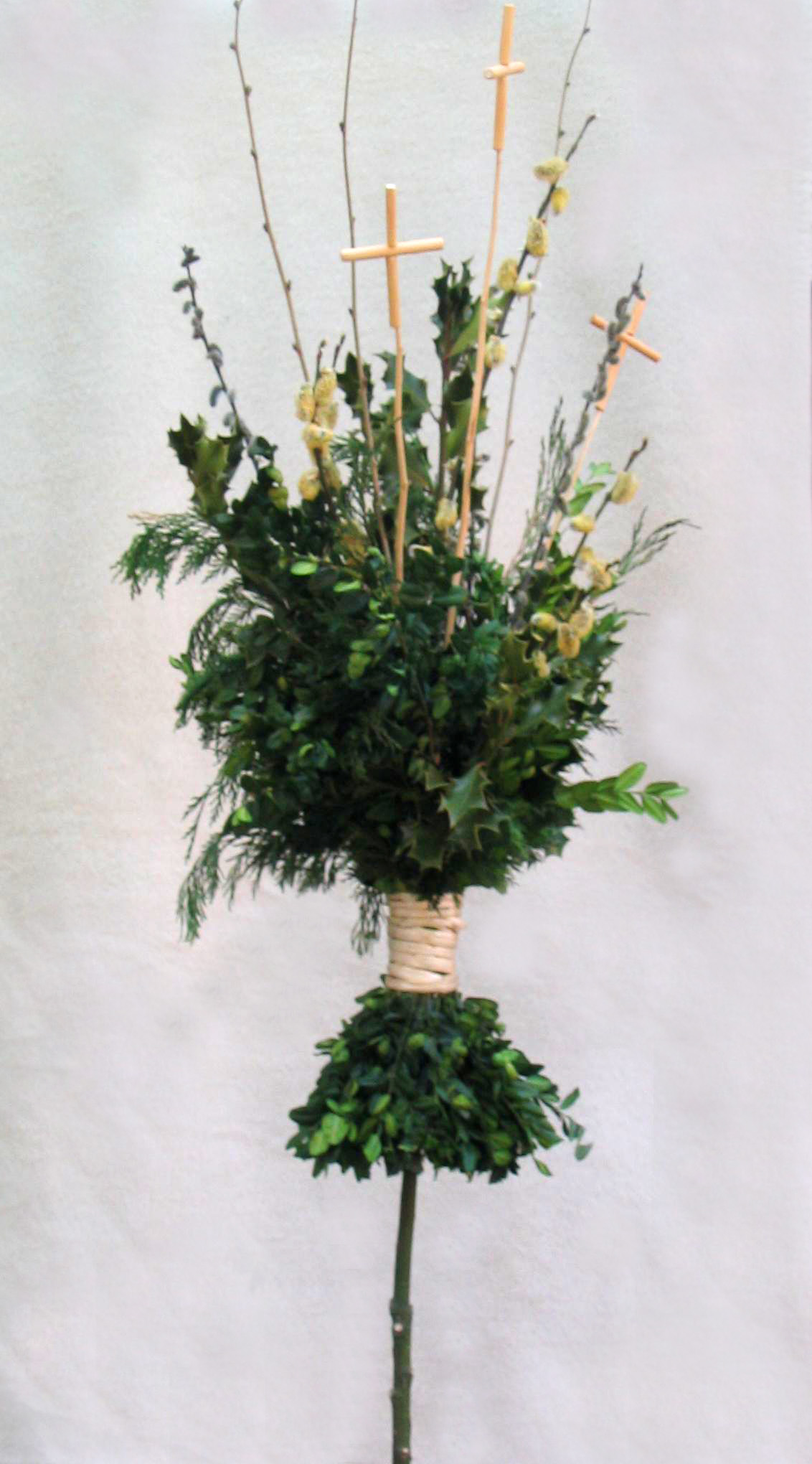
Palmen aus Baden
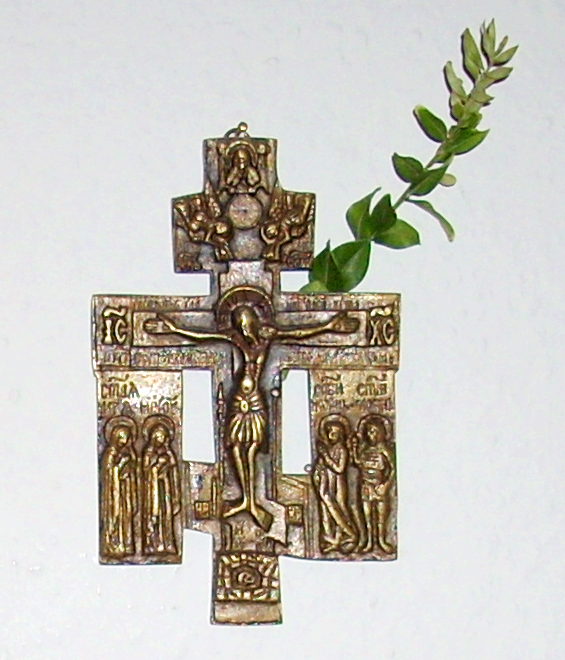
Wandkreuz mit Palmzweig
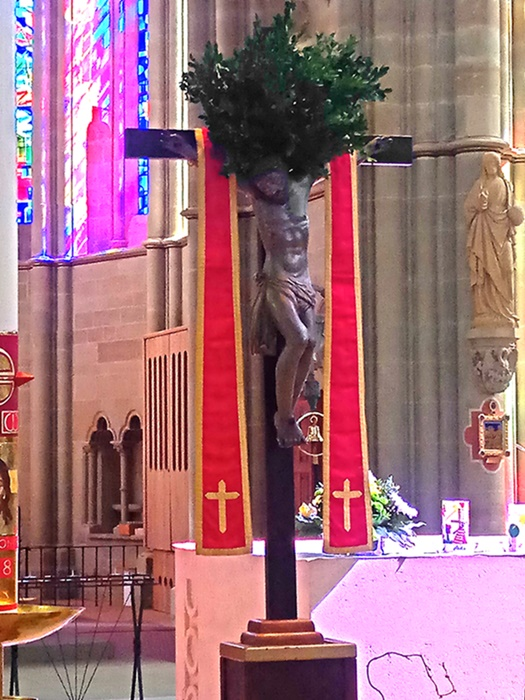
Palmsonntagskreuz, Liebfrauenkirche Trier

### Palmesel und Palmhase
Das Familienmitglied, das am Palmsonntag als letztes morgens aufsteht, wird in vielen Gegenden als „Palmesel“ bezeichnet.
Im Hessischen Ried, in Rheinhessen und im Odenwald ist es Brauch, dass an Palmsonntag der sogenannte Palmhase kommt. Er bringt meist ein bis zwei gekochte braune Eier und eine kleine Nascherei, immer häufiger auch kleine Geldgeschenke. Er ist ein kleiner Vorgeschmack auf den Osterhasen.